# Kepler-11g
Kepler-11g é um exoplaneta descoberto na órbita de uma estrela parecida com o Sol, Kepler-11 pela sonda Kepler da NASA, que procura por planetas em trânsito que cruzam na frente de suas estrelas hospedeiras. Kepler-11g é o mais distante dos seis planetas orbitando a estrela. O planeta orbita a uma distância que é cerca de metade da distância média entre a Terra e o sol. Completa uma órbita a cada 118 dias. Estima-se a ter um raio que é quatro vezes maior que a da Terra, ou seja, com o tamanho de Netuno. A distância de Kepler-11g dos planetas mais próximos fez sua confirmação ser mais difícil do que a de outros planetas, os cientistas tiveram de trabalhar para desmentir exaustivamente todas as alternativas razoáveis antes de Kepler-11g pudesse ser confirmado. A descoberta do planeta, juntamente com a de outros planetas de Kepler-11, foi anunciada em 2 de fevereiro de 2011. Segundo a NASA, os planetas de Kepler-11 formam o sistema mais plano e mais compacto já descoberto.

## Nomenclatura e descoberta
Kepler-11 foi originalmente chamado de KOI-157 quando a sonda Kepler da NASA sinalizou a estrela para eventos de possível trânsito, que apresentam pequenas variações periódicas no brilho da estrela que são medidas quando passam na frente de sua estrela, visto da Terra. O nome de Kepler-11 é incorporado ao nome de Kepler-11g, porque é a estrela hospedeira. Como Kepler-11g e seus cinco planetas irmãos foram descobertos e anunciados ao mesmo tempo, seus planetas foram classificados em ordem alfabética pela distância da estrela hospedeira, começando com a letra b. Kepler-11g é o mais distante dos seis planetas, que foi dada a designação "g".
Os cientistas da equipe Kepler realizou observações de acompanhamento para confirmar ou rejeitar a natureza planetária do objeto detectado. Para isso, os cientistas usaram o telescópio do Observatório W. M. Keck, no Havaí; os telescópios Hale e C. Donald Shane, na Califórnia; os observatórios WIYN, Whipple, e MMT no Arizona; os telescópios Hobby-Eberly e Smith do Texas; o Telescópio Óptico Nórdico, nas Ilhas Canárias; e o Telescópio Espacial Spitzer da NASA. Kepler-11g orbita sua estrela a uma distância muito maior do que os cinco planetas irmãos, foram observados menos eventos de trânsito, velocidade radial (observação de um efeito Doppler) interações não poderiam ser facilmente percebidas. Tal como aconteceu na descoberta de Kepler-9d, a equipe Kepler passou a informação através de vários modelos para ver se curva da luz de Kepler-11g poderia se encaixar no perfil de algum outro objeto, incluindo a de uma estrela binária eclipsando no fundo que pode ter contaminado os dados. A uma probabilidade de que Kepler-11g não é um planeta, mas em vez disso um falso positivo foi determinado como sendo 0.18%, de forma eficaz, confirmando a sua existência.
Kepler-11g, junto com seus cinco planetas irmãos, foram anunciados em uma conferência de imprensa da NASA em 2 de fevereiro de 2011. Os resultados foram publicados na revista Nature no dia seguinte.

## Estrela hospedeira
Kepler-11 é uma estrela de classe-G, na constelação de Cygnus. Com uma massa de 0.95 Msol, um raio de 1.1 Rsol, a metalicidade média de 0, e uma temperatura efetiva de 5680 K, Kepler-11 a massa é quase idêntica ao Sol (95% do Sol), raio (110% do Sol), e teor de ferro igual do Sol. Tal como as nuvens de gás ricas em metais tendem a fazer núcleos planetários para agregar a um tamanho gravitacionalmente proeminente enquanto os gases primordiais continuam a existir no sistema, gigantes gasosos tendem a formar sob tais condições.Também é um pouco mais fria do que o Sol. No entanto, estima-se ter 8 (± 2) bilhões de anos, muito mais velha do que o Sol. Kepler-11 é hospedeira de outros cinco planetas: Kepler-11b, Kepler-11c, Kepler-11d, Kepler-11e e Kepler-11f. Os primeiros cinco planetas do sistema têm órbitas que caberiam coletivamente dentro da órbita do planeta Mercúrio, enquanto a órbita de Kepler-11g tem uma distância consideravelmente mais longe em relação às órbitas dos seus irmãos.
A uma distância de 2.000 anos-luz, Kepler-11 tem uma magnitude aparente de 14.2. E não pode ser vista da Terra a olho nu.

## Características

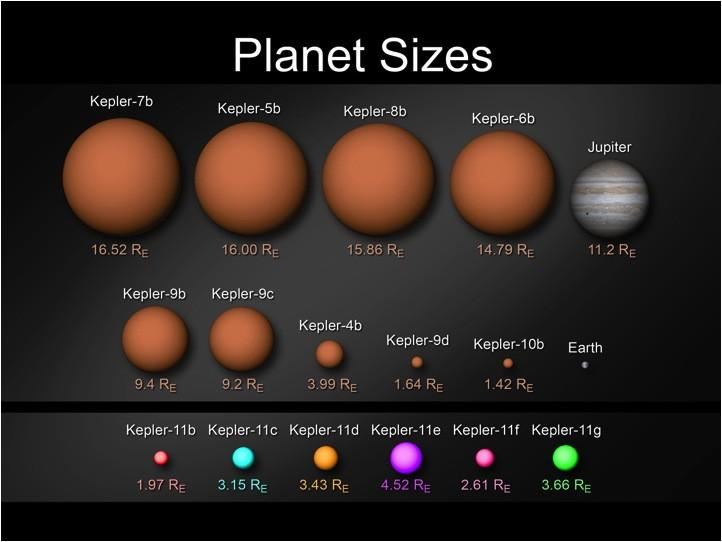
Uma comparação entre os planetas Kepler, em comparação com a Terra e Júpiter. Kepler-11g está em verde no canto inferior direito.

Kepler-11g, o sexto planeta mais distante de sua estrela, e é estimada no máximo ter 0.95 vezes a massa de Júpiter, ou 300 vezes a massa da Terra. Sua massa exata não pode ser determinada por causa das interações gravitacionais dos outros cinco planetas mais próximos de Kepler-11 foram usados para determinar suas massas, relativamente grande à distância de Kepler-11g impediu de afetar ou ser afetado por, os outros cinco planetas. Como resultado, apenas um limite superior pode ser colocado sobre a massa, o qual baseia-se na suposição de que, se fosse superior a este limite, os efeitos gravitacionais sobre os outros planetas seriam observados. Seu raio é estimado em 3.66 vezes maior que a da Terra, sobre o tamanho de Netuno. Kepler-11g tem uma temperatura de equilíbrio de superfície estimada em 400 K, mais de 1.5 vezes maior que a temperatura de equilíbrio da Terra. Kepler-11g orbita Kepler-11 a cada 118.37774 dias (mais de 2.5 vezes maior do que o quinto planeta de Kepler-11 o Kepler-11f) a uma distância de .462 AU, quase a metade da distância que a Terra orbita o Sol. A sua excentricidade é desconhecida. Em comparação, o planeta Mercúrio orbita o Sol a cada 87.97 dias, a uma distância de .387 AU. Kepler-11g tem uma inclinação orbital de 89.8°.